# Dipinti di Giovanni Boldini
La tabella seguente è una lista non esaustiva e parziale delle opere pittoriche eseguite dall'artista italiano Giovanni Boldini. La seguente lista comprende sia dipinti che acquerelli.
Boldini dapprima arrivò al successo facendo il ritrattista a Londra, poi si trasferì a Parigi nel 1872, dove divenne amico di Edgar Degas e sviluppò uno stile influenzato dalla pittura dei Macchiaioli e di artisti più giovani, come John Singer Sargent and Paul Helleu.
| Anno            | Titolo                                                                                               | Immagine | Collezione                                                                    | Note |
| --------------- | --- | -------- | ----------------------------------------------------------------------------- | --- |
| 1856            | Autoritratto giovanile                                                                               |          | Museo Giovanni Boldini, Ferrara                                               | Soggetto: Giovanni Boldini                                                                                             |
| 1859 circa      | Ritratto di Francesco Boldini                                                                        |          | Museo Giovanni Boldini, Ferrara                                               | Soggetto: Francesco Boldini, fratello minore del pittore                                                               |
| 1860            | Ritratto di Maria Angelini                                                                           |          | Collezione privata                                                            | Soggetto: Maria Angelini                                                                                               |
| 1864            | Ritratto di Lilia Monti nata contessa                                                                |          | Museo Giovanni Boldini, Ferrara                                               | Soggetto: Lilia Monti                                                                                                  |
| 1865            | Autoritratto mentre osserva un dipinto                                                               |          | Galleria d'arte moderna di Palazzo Pitti, Firenze                             | Soggetto: Giovanni Boldini                                                                                             |
| 1865            | Ritratto di Diego Martelli, olio su tela                                                             |          | Galleria d'arte moderna a Palazzo Pitti, Firenze                              | Soggetto: Diego Martelli (1839-1896; critico d'arte)                                                                   |
| 1865            | Ritratto di Giuseppe Abbati                                                                          |          | Collezione privata                                                            | Soggetto: Giuseppe Abbati (1836–1868; pittore italiano)                                                                |
| 1865 circa      | Cristiano Banti                                                                                      |          | Collezione privata                                                            | Soggetto: Cristiano Banti                                                                                              |
| 1870            | Intenditore nello studio dell'artista, olio su tavola                                                |          | Collezione privata                                                            | |
| 1870            | Pianista, acquerello                                                                                 |          | Collezione privata                                                            | |
| 1872            | Sulla panchina al Bois, olio su tavola                                                               |          | Collezione privata                                                            | |
| 1873            | Modella e manichino, olio su tavola                                                                  |          | Collezione privata                                                            | |
| 1873            | Suonatrice di chitarra                                                                               |          | Sterling and Francine Clark Art Institute di Williamstown, Massachusetts      | |
| 1873            | Chiacchiere, olio su legno                                                                           |          | Metropolitan Museum of Art, New York                                          | |
| 1873            | Le parigine                                                                                          |          | Collezione Vanderbilt, Metropolitan Museum of Art, New York                   | |
| 1874            | La Place Pigalle                                                                                     |          | Collezione privata                                                            | |
| 1874            | Il bimbo col cerchio, olio su tela                                                                   |          | Collezione privata                                                            | |
| 1874 circa      | Due cavalli bianchi                                                                                  |          | Museo Giovanni Boldini, Ferrara                                               | |
| 1875            | Dame del primo impero                                                                                |          | Collezione Vanderbilt, Metropolitan Museum of Art, New York                   | |
| 1875            | Suonatrice di lira e ascoltatrice, olio su tela                                                      |          | Collezione privata                                                            | |
| 1878            | Berthe che guarda un ventaglio                                                                       |          | Istituto di belle arti Butterfly, Lugano                                      | |
| 1879            | Il dispaccio, olio su tavola                                                                         |          | Metropolitan Museum of Art, New York                                          | |
| 1879            | Conversazione al caffè, olio su tavola                                                               |          | Collezione privata                                                            | |
| 1880 circa-1890 | Ritratto di un Dandy                                                                                 |          | Norton Simon Museum, Pasadena                                                 | Soggetto: Henri de Toulouse-Lautrec (1864–1901)                                                                        |
| 1880 circa      | Lo strillone parigino (Il giornalaio)                                                                |          | Museo di Capodimonte, Napoli                                                  | |
| 1882            | Omnibus in Place Pigalle a Parigi                                                                    |          | Collezione Rizzoli, Milano                                                    | |
| 1884            | La cantante mondana                                                                                  |          | Museo Giovanni Boldini, Ferrara                                               | |
| 1883            | Fanciulla con scialle rosso                                                                          |          | Collezione privata                                                            | |
| 1885            | Teatro                                                                                               |          | Collezione privata, Novara                                                    | |
| 1885 circa      | L'attrice Rejane con il suo cane, olio su tela                                                       |          | Collezione privata                                                            | Soggetto: Gabrielle Réjane (1856–1920; attrice francese)                                                               |
| 1885            | Bambina con il gatto nero in braccio                                                                 |          | Istituto Matteucci, Viareggio                                                 | |
| 1885            | La sig.ra Charles Warren-Cram, olio su tela                                                          |          | Metropolitan Museum of Art, New York                                          | Soggetto: Ella Brooks Carter (1846–1896)                                                                               |
| 1885            | Il pianista A. Rey Colaco                                                                            |          | Collezione privata                                                            | Soggetto: Alexandre Rey Colaço (1854–1928; pianista portoghese)                                                        |
| 1886            | Ritratto di Giuseppe Verdi                                                                           |          | Casa Verdi, Milano                                                            | Soggetto: Giuseppe Verdi (1813–1901)                                                                                   |
| 1886            | Ritratto di Giuseppe Verdi                                                                           |          | Galleria nazionale d'arte moderna, Roma                                       | Soggetto: Giuseppe Verdi (1813–1901)                                                                                   |
| 1888            | Donna in nero che guarda il "Pastello della signora Emiliana Concha de Ossa"                         |          | Gallerie d'Arte Moderna e Contemporanea di Ferrara \| Museo Giovanni Boldini] | |
| 1890            | Nudo coricato di giovane donna bionda, olio su tela                                                  |          | Collezione privata                                                            | |
| 1890            | Ritratto di John Singer Sargent (c. 1890), olio su tavola                                            |          | Collezione privata                                                            | Soggetto: John Singer Sargent (1856–1925; artista statunitense)                                                        |
| 1890            | Ritratto di John Singer Sargent (c. 1890), olio su tavola                                            |          | Collezione privata                                                            | Soggetto: John Singer Sargent (1856–1925; artista statunitense)                                                        |
| 1891            | Ritratto del piccolo Subercaseaux                                                                    |          | Museo Giovanni Boldini, Ferrara                                               | |
| 1892            | Ritratto di Josefina Errázuriz Alvear, olio su tela                                                  |          | Collezione privata                                                            | Soggetto: Josefina Errázuriz Alvear                                                                                    |
| 1892            | Ritratto di Madame Josefina Alvear de Errázuriz, olio su tela                                        |          | Museo nazionale di Buenos Aires, Buenos Aires                                 | Soggetto: Josefina Alvear de Errázuriz                                                                                 |
| 1892            | Autoritratto di Montorsoli                                                                           |          | Galleria degli Uffizi, Firenze                                                | Soggetto: Giovanni Boldini                                                                                             |
| 1892            | Interno dello studio del pittore con il ritratto di Giovinetta Errazuriz                             |          |                                                                               | Soggetto: Giovinetta Errazuriz                                                                                         |
| 1892-1895       | Fuoco d'artificio                                                                                    |          | Museo Giovanni Boldini, Ferrara                                               | |
| 1894            | Ritratto della contessa de Martel de Janville, olio su tela                                          |          | Musée de la Ville de Paris, Museo Carnavalet, Parigi                          | Soggetto: Sibylle Gabrielle Riqueti de Mirabeau (1850–1932)                                                            |
| 1895            | Ritratto d'uomo con cappello a cilindro, olio su tavola                                              |          | Museo d'arte di San Paolo, San Paolo                                          | |
| 1895            | Statua nel parco di Versailles, olio su tavola                                                       |          | Collezione privata                                                            | |
| 1896            | Ritratto di Madame Charles Max                                                                       |          | Museo d'Orsay, Parigi                                                         | Soggetto: Madame Charles Max                                                                                           |
| 1897            | Ritratto di Lady Colin Campbell, olio su tela                                                        |          | National Portrait Gallery, Londra                                             | Soggetto: Gertrude Elizabeth Blood (1857–1911)                                                                         |
| 1897            | Ritratto di James McNeill Whistler, olio su tela                                                     |          | Brooklyn Museum, New York                                                     | Soggetto: James McNeill Whistler (1834–1903)                                                                           |
| 1897            | Ritratto di Robert de Montesquiou, olio su tela                                                      |          | Museo d'Orsay, Parigi                                                         | Soggetto: Robert de Montesquiou (1855–1921; poeta e scrittore francese)                                                |
| 1898            | Ritratto della signora Hugo e suo figlio, olio su tela                                               |          | Collezione privata                                                            | Soggetto: Jeanne Hugo and e suo figlio Charles Daudet                                                                  |
| 1899 circa      | Camera del pittore                                                                                   |          |                                                                               | |
| 1900            | Ritratto d'uomo in chiesa, acquerello                                                                |          | Collezione privata                                                            | |
| 1900–1910       | Ritratto di Marthe de Florian                                                                        |          | Collezione privata                                                            | Riscoperto nel 2010 |
| 1901            | Ritratto di Lina Cavalieri                                                                           |          | Art Institute of Chicago, Chicago, Illinois                                   | Soggetto: Lina Cavalieri (1874–1944; soprano italiana)                                                                 |
| 1903            | Ritratto di Lady Phillips                                                                            |          | Dublin City Gallery The Hugh Lane, Dublino                                    | Soggetto: Dorothea Sarah Florence Alexandra (1863–1940)                                                                |
| 1904            | Ritratto di Sarah Bernhardt                                                                          |          |                                                                               | Soggetto: Sarah Bernhardt (1844–1923; attrice francese)                                                                |
| 1904            | La principessa Radziwill con nastro rosso al collo                                                   |          | Collezione privata                                                            | Soggetto: Katarzyna Radziwiłłowa (1858–1941; principessa polacca)                                                      |
| 1905            | Ritratto di Elizabeth Wharton Drexel, olio su tela                                                   |          | Preservation Society of Newport County, Newport (Rhode Island)                | Soggetto: Elizabeth Wharton Drexel (1868–1944; autrice statunitense)                                                   |
| 1905            | La fascia nera, olio su tela                                                                         |          | Collezione privata                                                            | |
| 1905            | Ritratto della contessa Zichy, olio su tela                                                          |          | Collezione privata                                                            | Soggetto: Contessa Zichy                                                                                               |
| 1905            | La divina in blu                                                                                     |          | Collezione privata                                                            | |
| 1905            | Ritratto di Willy                                                                                    |          | Collezione privata                                                            | Soggetto: Henri Gauthier-Villars (1859–1931; scrittore francese)                                                       |
| 1906            | Ritratto di Ethel Mary Crocker                                                                       |          | Collezione privata                                                            | Soggetto: Ethel Mary Crocker (visse dal 1891 al 1964; figlia di Mrs. William H. Crocker; in seguito contessa di Limur) |
| 1906            | Ritratto di Mrs. Howard-Johnston, olio su tela                                                       |          | Collezione privata                                                            | Soggetto: Signora Howard-Johnston                                                                                      |
| 1906            | Consuelo Vanderbilt, duchessa di Marlborough, e suo figlio Lord Ivor Spencer-Churchill, olio su tela |          | Metropolitan Museum of Art, New York                                          | Soggetti: Consuelo Vanderbilt (1876–1964). Lord Ivor Spencer-Churchill (1898–1956).                                    |
| 1906            | Rose su un vaso di Sassonia                                                                          |          | Museo Giovanni Boldini, Ferrara                                               | |
| 1908            | La marchesa Luisa Casati con un levriero                                                             |          | Collezione privata                                                            | Soggetto: Luisa Casati (1881–1957; collezionista d'arte italiana)                                                      |
| 1909            | La Passeggiata al Bois de Boulogne (I coniugi Lydig)                                                 |          | Museo Giovanni Boldini, Ferrara                                               | |
| 1910            | Ritratto della principessa Cécile Murat, Ney d'Elchingen, olio su tela                               |          | Collezione privata                                                            | Soggetto: Principessa Cécile Murat Ney d'Elchingen (moglie di Gioacchino V principe Murat)                             |
| 1910            | La danzatrice spagnola (Anita de la Feria), olio su tela                                             |          | Collezione privata                                                            | Soggetto: Anita de la Feria                                                                                            |
| 1910–1914       | Canale a Venezia con gondole, olio su tavola                                                         |          | Collezioni della Fondazione Cariplo                                           | Venezia |
| 1910            | Ritratto di Josefina Errazuriz Alvear con il suo gatto                                               |          | Collezione privata                                                            | |
| 1911            | Ritratto della principessa Marthe-Lucile Bibesco, olio su tela                                       |          | Collezione privata                                                            | Soggetto: Martha Bibesco (1886–1973; scrittrice e poetessa rumena)                                                     |
| 1911            | Ritratto di Rita de Acosta Lydig, olio su tela                                                       |          | M.S. Rau Antiques, New Orleans                                                | Soggetto: Rita de Acosta Lydig (1875–1929)                                                                             |
| 1911            | Autoritratto a sessantanove anni                                                                     |          | Museo Giovanni Boldini, Ferrara                                               | Soggetto: Giovanni Boldini                                                                                             |
| 1912            | La Dame de Biarritz, mademoiselle de Gillespie, olio su tela                                         |          | Collezione privata                                                            | |
| 1912            | Ritratto di signora                                                                                  |          | Brooklyn Museum, New York                                                     | |
| 1912            | Ritratto di Madame Josefina A. de Errázuriz                                                          |          | Collezione privata                                                            | |
| 1913            | Muriel e Consuelo Vanderbilt                                                                         |          | De Young Memorial Museum, San Francisco                                       | Soggetti: Muriel e Consuelo Vanderbilt                                                                                 |
| 1913            | Ritratto di signora con due cani pechinesi (Lina Bilitis), olio su tela                              |          | Collezione privata                                                            | Soggetto: Lina Bilitis                                                                                                 |
| 1913            | Madame Michelham, olio su tela                                                                       |          | Collezione privata                                                            | Soggetto: Madame Michelham                                                                                             |
| 1913            | Marchesa Luisa Casati (Ritratto della marchesa Casati con piume di pavone), olio su tela             |          | Galleria nazionale d'arte moderna e contemporanea, Roma                       | Soggetto: Luisa Casati (1881–1957; collezionista d'arte italiana)                                                      |
| 1915            | Josefina Alvear de Errázuriz, olio su tela                                                           |          | Collezione Mainetti, Roma                                                     | Soggetto: Josefina Alvear de Errázuriz                                                                                 |
| 1916            | La signora in rosa, olio su tela                                                                     |          | Museo Giovanni Boldini, Ferrara                                               | Soggetto: Olivia de Subercaseaux Concha                                                                                |
| 1901-1924       | Ritratto di donna Franca Florio, olio su tela                                                        |          | Grand Hotel Villa Igiea, Palermo                                              | Soggetto: Franca Florio (1873–1950; aristocratica italiana)                                                            |
| 1924            | Angeli, olio su tela                                                                                 |          | Museo Giovanni Boldini, Ferrara                                               | |

## Opere non datate
| Anno | Titolo                              | Immagine | Collezione                             | Note |
| ---- | ----------------------------------- | -------- | -------------------------------------- | ---- |
|      | The Art Connoisseur, olio su tavola |          | Collezione privata                     |      |
|      | Signora con gatto, acquerello       |          | Collezione privata                     |      |
|      | Al pianoforte                       |          | Pinacoteca metropolitana di Bari, Bari |      |
|      | Donna al pianoforte, olio su tela   |          | Collezione privata                     |      |
|      | La donna in rosso                   |          |                                        |      |
|      | Natura morta con rose               |          | Collezione privata                     |      |